# 潘虹 (歌手)
潘虹（1998年12月31日—），江西赣州人，中国大陆女歌手。2020年參加浙江卫视《2020中国好声音》，盲選時憑着一首《最好》獲得謝霆鋒、李健和李宇春三位導師的轉身，并最終成爲了李宇春戰隊冠軍學員及全國總決賽季軍。同年签约梦响强音。

## 作品
- 2021年6月19日 烏鴉！
- 2022年1月25日 夢想開懷
- 2025年6月9日 決戰的光

## 综艺节目
- 2021年 《天賜的聲音》第二季
- 2025年 亞洲新聲